# IC 1583
IC 1583 ist eine linsenförmige Galaxie vom Hubble-Typ S0-a im Sternbild Andromeda am Nordsternhimmel.  Sie ist schätzungsweise 331 Mio. Lichtjahre von der Milchstraße entfernt und hat einen Durchmesser von etwa 50.000 Lj. 

Im selben Himmelsareal befinden sich u. a. die Galaxien IC 1585 und IC 1586.
Das Objekt wurde am 23. November 1897 von Stéphane Javelle entdeckt.